# Lophostola cara
Lophostola cara är en fjärilsart som beskrevs av Louis Beethoven Prout 1913. Lophostola cara ingår i släktet Lophostola och familjen mätare. Inga underarter finns listade i Catalogue of Life.